# Incourt (Bélgica)
Incourt (em valão: Incoû) é um município da Bélgica localizado no distrito de Nivelles, província de Brabante Valão, região da Valônia.